# オールソープ (リンカンシャー)
オールソープ (Althorpe) は、イングランドの単一自治体ノース・リンカンシャーにある小さな村（ヴィレッジ）で、スカンソープの西方fourマイル (6 km)、クラウルの南東にあた理、A18沿いに位置している。人口統計は、行政パリッシュであるキードビー・ウィズ・オールソープ (Keadby with Althorpe) に含まれている。

## 歴史
『ドゥームズデイ・ブック』には、1066年時点の荘園領主として、Alnoth and Ulf Fenman という名が記録されている。1086年の時点では、テナント＝イン＝チーフたる領主は Geoffrey of la Guerche. であった。集落は小さく、農地は1カルケートだけで、小作人 (sokemen) は6人しかいなかった。
1620年代にコーネリウス・フェルマイデンが手がけたアイル・オブ・アクスホルムとハットフィールド・チェイスの干拓は、2段階の局面を経た。
1. まず、トーン川（英語版）の南側の分流がせき止められた。北側の本流は、水路の開削によって直線化され、オールソープで水門を通ってトレント川に注ぐことになった。
2. 次いで、2本目の長い水路が、Idlestop から Dirtness まで開削された。この水路は、トレント川と並行して流れ、こちらもオールソープで水門を通ってトレント川に注ぐことになった。19世紀はじめには、さらに新たな放水路として Folly Drain が Derrythorpe に建設された。さらにその後には、これらの「3本の川 (the three rivers)」に代わるさらに新たな水路が、キードビー（英語版）に建設された[2]。

## 地理
この村は、南隣の小村（ハムレット）デリーソープ (Derrythorpe) とともに、行政パリッシュであるキードビー・ウィズ・オールソープに含まれている。村の南方には大規模な行政パリッシュであるベルトンがあり、トレント川沿いに隣接するのはウェスト・バタウィックの一部である。キードビー・ウィズ・オールソープは、アイル・オブ・アクスホルムに属する12の行政パリッシュのひとつであるが、1996年までは、ハンバーサイド州のブースフェリー地区に属していた。ノース・リンカンシャー内では、アクスホルム・ノース区 (the Axholme North ward) に属している。アムコッツは、1850年にオールソープの一部を分離して創設された村である。

### キードビー橋
キードビー橋という通称で知られる、ジョージ5世王橋 (the King George V Bridge) は、オールソープの近くでトレント川を渡る橋であり、アイル・オブ・アクスホルムを、スカンソープやその他ノース・リンカンシャーの各地を結んでいる。この橋で川を渡るA18は、1979年にM180モーターウェイが1マイル (1.6 km)ほど南に開通するまで、スカンソープを経由してグリムズビーに至る主要な東西連絡のルートであった。かつてはA18がオールソープの村内を貫通していたが、後には北西にバイパスされた。

## コミュニティ
オールソープには、1級指定建造物となっているイングランド国教会の教会は聖オズワルドに捧げられている。1483年にサー・ジョン・ネヴィル (Sir John Neville) がパーペンディキュラー様式 (Perpendicular style) で建立したものである。1868年の修復の際には、石造りのベンチであるセディリア が発見され、14世紀の教区司祭だったウィリアム・デ・ラウンド (William de Lound) に捧げられた大理石の石板の上に設置された。
オールソープの小教区は行政パリッシュとほぼ一致し、キードビー小教区と併せた連合教会区キードビー・ウィズ・オールソープとして、聖オズワルド教会が管轄している。アムコッツやベルトンの教会も、このパリッシュ傘下の教会である。
聖オズワルド教会は、オールソープの古い部分に位置している。1975年に開設されたオールソープ・アンド・キードビー小学校 (Althorpe and Keadby Primary School) や郵便局,は、トレント川に架かる橋に近い、新しい部分に位置している。村のパブはザ・ドルフィン (The Dolphin) といい、かつてはその前身となったイン (宿泊施設) であるドルフィン・イン (the Original Dolphin Inn) が、フェリー・レーン (Ferry Lane) のトレント川に面した突き当たりにあり、当時は通りの名もドルフィン・ストリート (Dolphin Street) といった。
サウス・ハンバーサイド本線のオールソープ駅は、村の北側にあり、キードビーの方に近い。